# Carnival Elation (schip, 1998)
De Carnival Elation is een cruiseschip van Carnival Cruise Lines en behoort tot de Fantasy-klasse. Het schip voornamelijk 4, 5 en 7 daagse cruises naar de Westerse Caraïben, te vertrekken vanaf Mobile, Alabama, terwijl het schip de Carnival Fantasy, die verplaatst is naar Charleston, South Carolina, vervangt. Op 5 november 2011 werd de Elation verplaatst van Mobile naar New Orleans, om de Carnival Ecstasy te vervangen, die nu afvaarten maakt naar Canaveral in Florida. In New Orleans zal het schip voornamelijk 4 tot 5 daagse cruises maken naar Progreso en Cozumel.

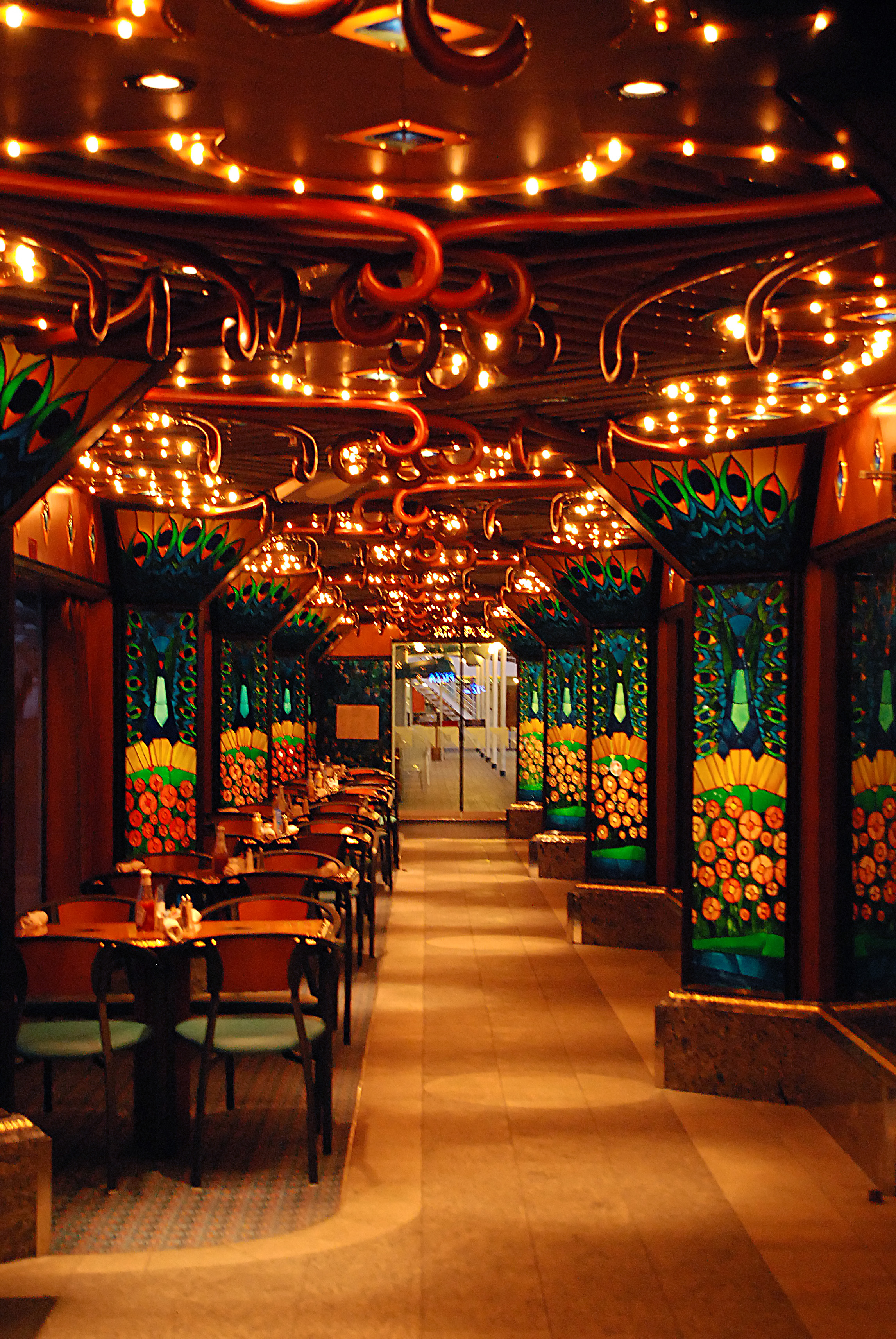
Galerij van de Carnival Elation

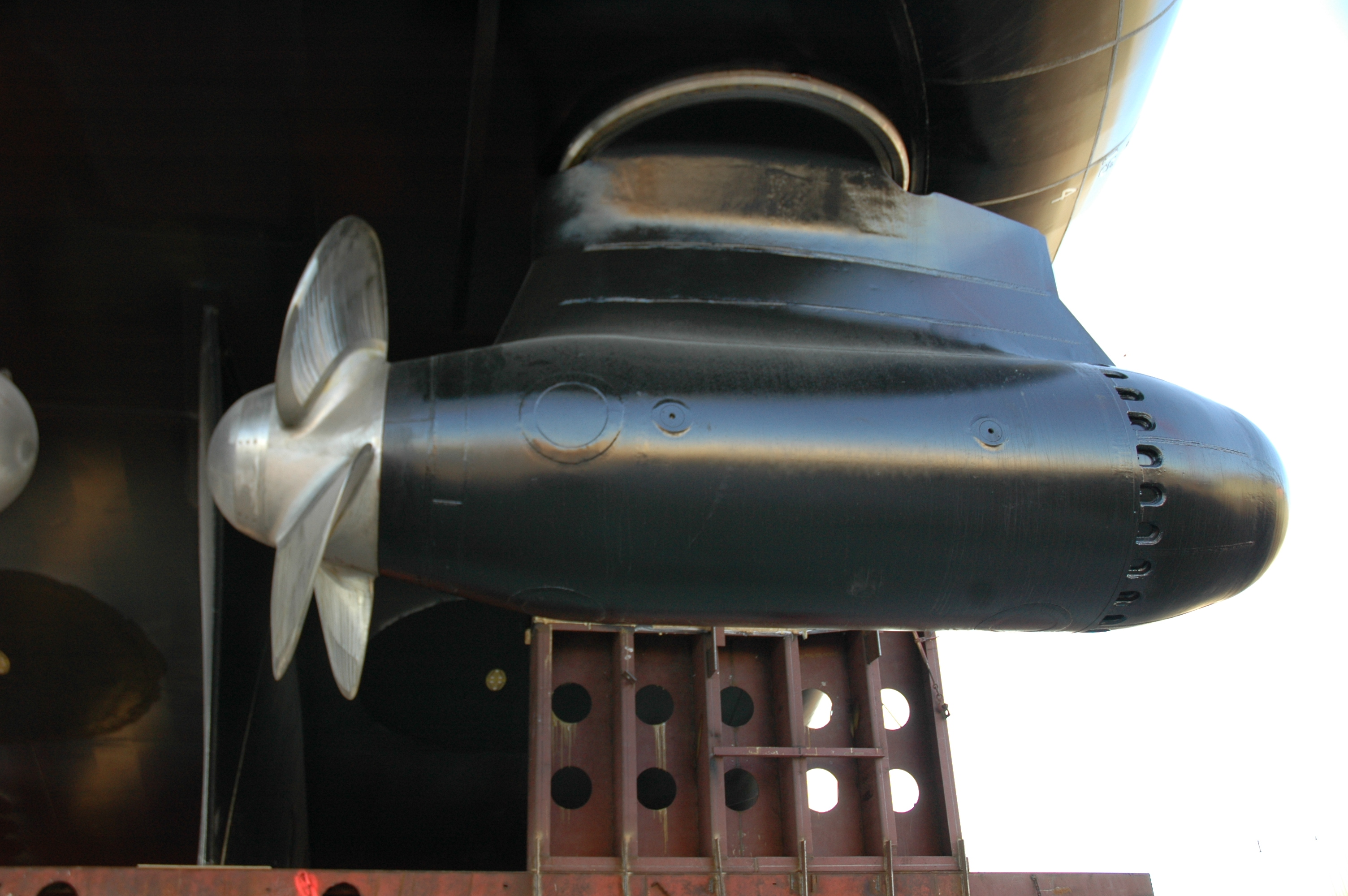
Mackinaw WLBB-30 Azipod thruster

## Azipod systeem
De Elation was het eerste schip van Carnival Cruise Lines dat een azipod voorstuwingssysteem kreeg. Dit systeem geeft het schip een betere beweegbaarheid, in vergelijking met haar zusterschepen.

## Evolution of fun
Net zoals op de andere schepen van Carnival, werd ook op dit schip het programma 'Evolution of fun'. Het programma zorgde er onder andere voor dat het schip een Serenity Aurea voor volwassenen kreeg, maar het kreeg geen Waterpark voor kinderen. Ook extra balkons werden niet aan het schip toegevoegd.